# Vilusi (gmina Gradiška)
Vilusi (cyr. Вилуси) – wieś w Bośni i Hercegowinie, w Republice Serbskiej, w gminie Gradiška. W 2013 roku liczyła 736 mieszkańców.